# Крістіне Ламбрехт
Крісті́не Ла́мбрехт (нім. Christine Lambrecht; нар. 19 червня 1965, Мангайм, ФРН) — німецька політична діячка (СДП). З 8 грудня 2021 до 19 січня 2023 року — міністр оборони Німеччини в уряді Олафа Шольца, міністр юстиції та захисту прав споживачів у четвертому уряді Анґели Меркель з 27 червня 2019 до 8 грудня 2021 року.
З 2001 до 2013 року Ламбрехт була заступницею голови фракції СДП, а з грудня 2013 року по вересень 2017 року — першою головою фракції СДП у Бундестазі. З березня 2018 року до червня 2019 року — парламентська державна секретарка при міністрові фінансів.

## Біографія та кар'єра
Крістіне Ламбрехт відвідувала гімназію у Фірнгаймі, яку закінчила у 1984 році, успішно склавши екзамени абітури. Після того вона розпочала навчання з права у Мангаймському університеті та Університеті Майнца імені Йоганна Гутенберга, де вона у 1992 році склала свій перший державний іспит. Ламбрехт завершила свій рефендеріат у земельному суді Дармштадта. Після того вона отримала другу освіту магістра з адміністративного менеджменту в Німецькій адміністративній вищій школі у Шпаєрі, де у 1995 році також склала свій другий державний іспит. З того часу Ламбрехт працювала адвокатом у Фірнгаймі. Крім того, до 1998 року вона була доценткою з таких предметів як торгівельне та цивільне право в Навчальній академії в Мангаймі.
З 1998 року Ламбрехт — депутат Бундестагу. Свій перший мандат (1998—2002) Ламбрехт отримала по виборчому окрузі району Бергштрасе, опісля (на виборах 2005, 2009, 2013 та 2017 років) вона чотири рази підряд зазнавала поразки та проходила до Бундестагу за земельними списками.
Ламбрехт має сина.

## Політична діяльність
У 1982 році Крістіне Ламбрехт вступила до СДП і була членом міської ради Фірнгайма з 1985 по 2001 рік. Вона очолювала цю раду з 1997 по 2001 рік. Ламбрехт була також членом районної ради Бергштрассе з 1989 по 1997 рік.
З 1998 до 2021 року Ламбрехт була депутатом Бундестагу. Під час першого законодавчого періоду (1998—2002) вона була членом Комітетів з права, спорту та слідчої комісії. Крім того, вона була задіяна в робочій групі парламентської фракції СДП щодо реалізації припинення ядерної енергетики. У фракції СДП вона належить до парламентських лівих.
Протягом 15-го виборчого періоду в Бундестазі (2002—2005) Крістіне Ламбрехт була членом Комітету з права, а також речницею щодо контролю за виборами, недоторканності та правил процедури. Крім того, вона була заступницею речника з правових і політичних питань парламентської фракції СДП.
Протягом наступної парламентської каденції (2005—2009) Ламбрехт був членом Ради старійшин німецького Бундестагу.
З 2009 до 2011 року вона була речницею з правових і політичних питань парламентської фракції СДП. У квітні 2011 року була обрана заступницею голови парламентської фракції СДП.
Після виборів до Бундестагу 2013 року та коаліційних переговорів СДП та ХДС/ХСС Крістіне Ламбрехт була обрана першою парламентською головою фракції, набравши 95,1 % голосів парламентської фракції СДП.
З 2007 до 2017 року вона була головою СДП в регіоні Бергштрассе та членом земельної ради правління СДП Гессена, а з 2009 по 2019 роки — заступницею голови СДП в регіоні Гессен-Південь.
У 2019 році Ламбрехт було призначено наступницею Катаріни Барлі на посаду міністра юстиції та захисту прав споживачів. На церемонії її призначення на посаду президентом ФРН Франком-Вальтером Штайнмаєром канцлерці ФРН Анґелі Меркель вдруге за останній час стало зле під час публічного заходу.
2 липня 2019 року Федеральне відомство у справах юстиції наклало на Facebook два мільйони євро штрафу, оскільки компанія порушила законодавство ФРН щодо боротьби з поширенням фейкових новин та ненависті. Як міністр юстиції Німеччини, Крістіне Ламбрехт закликала компанію до прозорості.
8 грудня 2021 року стала міністром оборони Німеччини в уряді Олафа Шольца. 16 січня 2023 року подала у відставку з цієї посади. 19 січня Федеральний президент Німеччини Франк-Вальтер Штайнмаєр вручив їй свідоцтво про звільнення, а її наступнику, Борису Пісторіусу, — про призначення.

## Соціальна діяльність
З 2010 року Ламбрехт є віцепрезидентом Федеральної асоціації «THW». У березні 2013 року, перебуваючи на цій посаді, вона відвідала табір біженців Заатарі на сирійсько-йорданському кордоні.